# Schönblick (Woltersdorf)

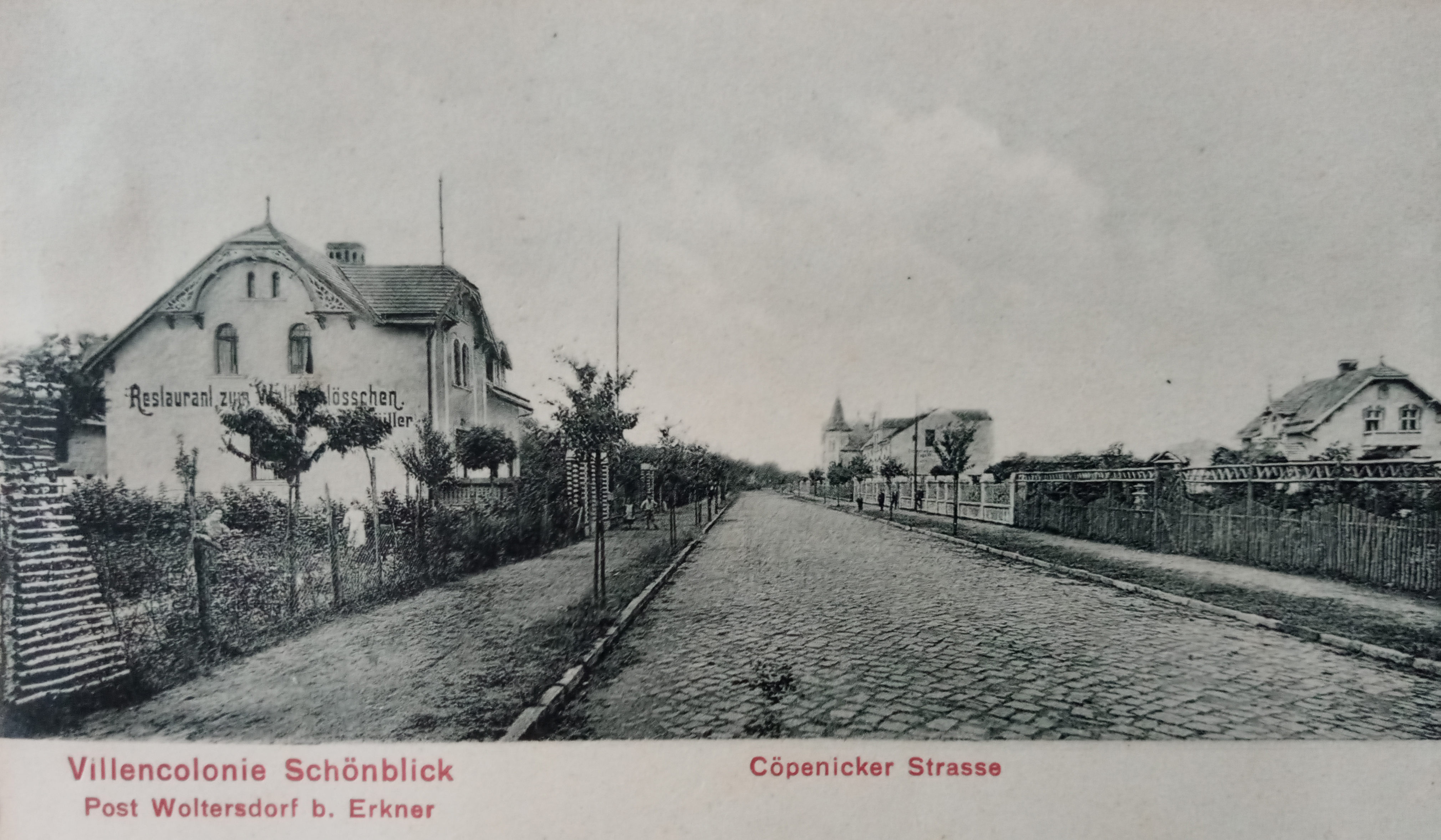
Schönblick Ost um 1910

Schönblick (ʃønˈblɪk) ist ein Ortsteil der Gemeinde Woltersdorf an der Schleuse. Es ist eine der ersten Siedlungen der deutschen Lebensreform- und Gartenstadt-Bewegung.

## Namensherkunft
Der Name Schönblick soll auf den märkischen Poeten Alexis Claude zurückgehen. Während eines Spaziergangs mit Bruno Wilhelmi auf der Maienhöhe stellte er den "schönen Blick" fest. Aus dem Jahr 1907 ist folgender Trinkspruch überliefert:

„Wir sind fidel und munter,
 Schönblick geht niemals unter!“

## Geographie
Das historische Schönblick befindet sich zwischen der Straße An den Fuchsbergen und dem Köpenicker Forst im Norden und Süden sowie zwischen Eichbergstraße und Eichendamm im Osten und Westen und ist in einen Ost- und Westteil gespalten. Die direkt anschließende Bebauung im Westen, Norden und Osten wird als Umgegend bezeichnet. Einen Sonderfall bildet die Demos-Siedlung zwischen den beiden historischen Teilen von Schönblick.

### Schönblick-Ost
Der Alte Teil von Schönblick wird auch Schönblick-Ost auf der Fasanenhöhe genannt. Er liegt auf drei Ackerparzellen, die vorher zu den Bauerngehöften Woltersdorfs gehörten. Der historische Ostteil befand sich zwischen der Eichbergstraße im Osten und der Gabelung der Köpenicker und Waldstraße sowie der Fidusallee im Westen. Inmitten von Schönblick-Ost befindet sich die Straßenbahnhaltestelle Fasanenstraße.

### Schönblick-West
Der Neue Teil von Schönblick wird auch Schönblick-West auf den Sprintstücken genannt. Er liegt auf neun Ackerparzellen, die vorher zu den Kossätengehöften Woltersdorfs gehörten. Der historische Westteil befand sich zwischen der Gabelung von Köpenicker und Waldstraße im Osten und dem Eichendamm im Westen. Inmitten von Schönblick-West befindet sich die Straßenbahnhaltestelle Lerchenstraße, an seinem Westrand die Haltestelle Eichendamm.

### Umgegend von Schönblick
Besonders in den 1920er Jahren expandierte Schönblick über seine ursprünglichen Grenzen hinaus in Richtung Westen, Norden und Osten. Bereits ab 1912 wurde die Baumschule am Hang der Eichberge im Südosten von Schönblick parzelliert. Ab 1924 entstand um den Paddenpfuhl westlich von Schönblick eine neue Nachbarschaft, ab 1926 wurden die abgeholzten Fuchsberge bebaut und in den Dreißigern wurde durch die Erschließung der Gegend um Ahés Pfuhl die Lücke zwischen Schönblick und dem Dorf geschlossen.

## Geschichte

### Ein Gartenstadt-Versuch

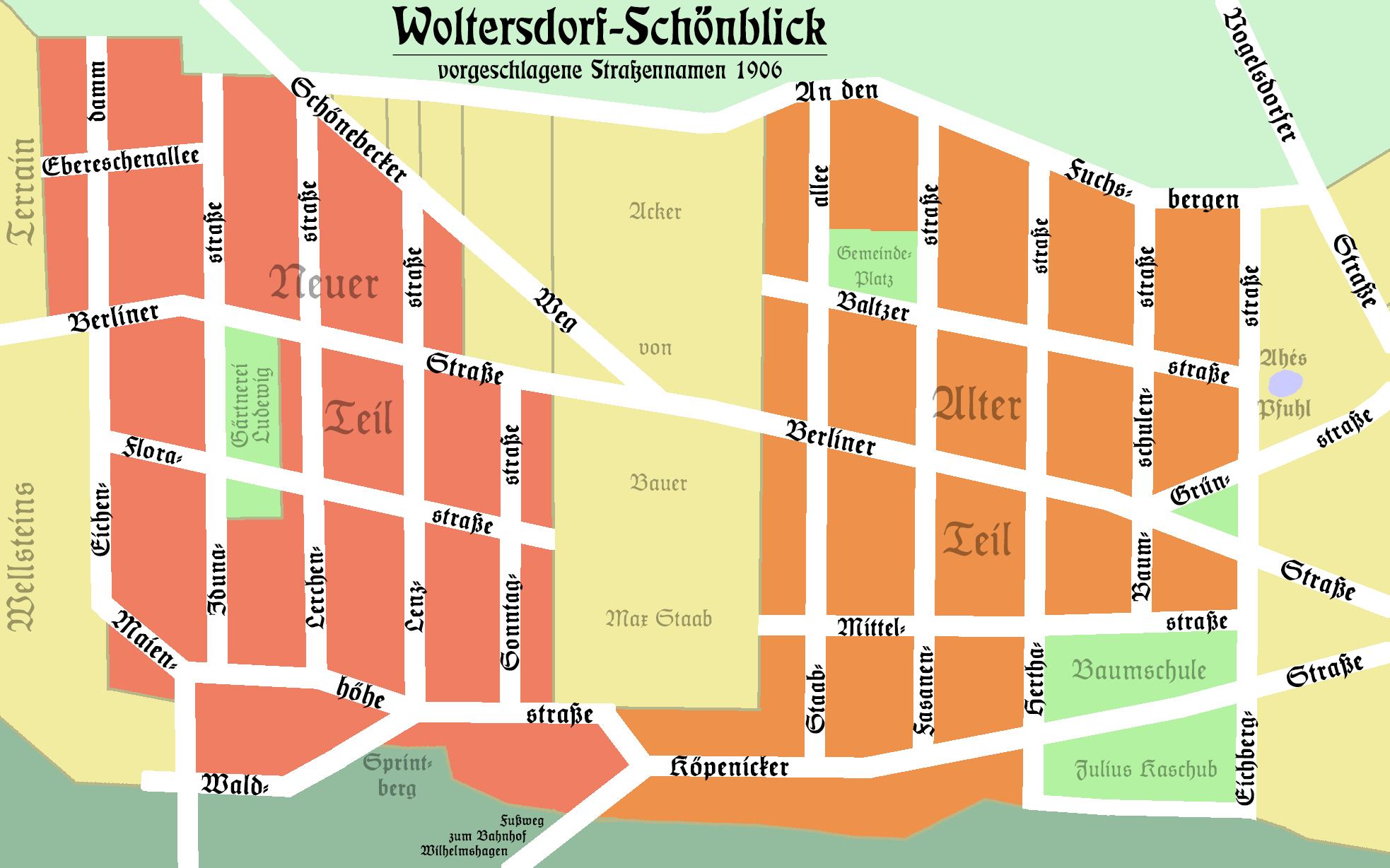
Schönblick mit den Straßennamen des Grundbesitzervereins

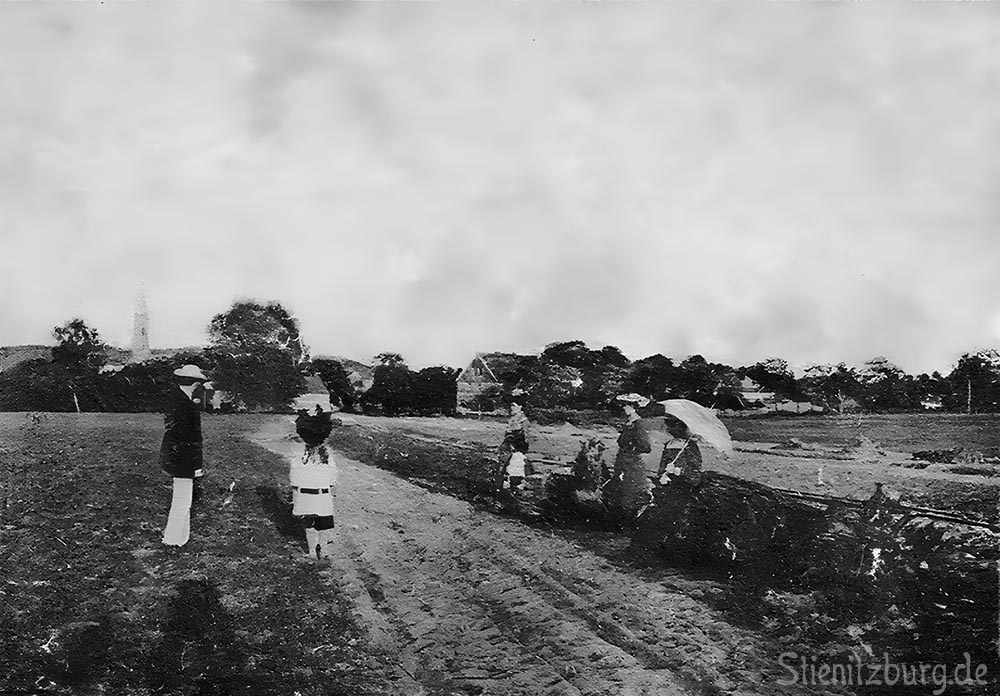
Blick vom Staabacker nach Schönblick-Ost (um 1904)

1902 wurden die meisten Ackerflächen auf dem großen Feld vom Lebensreformer Bruno Wilhelmi gekauft. Dieser hatte bereits an der Gründung der Obstbausiedlung „Eden“ in Oranienburg mitgewirkt. Wilhelmi wollte eine Gartenstadtsiedlung in Woltersdorf anlegen. Er parzellierte die erworbenen Ackerflächen in Grundstücke von rund 1000 m², damit jedes Grundstücken über einen Garten verfügte, der groß genug zur Selbstversorgung sei. Die Parzellierung und der Verkauf der Grundstücke erfolgte in Schönblick-Ost durch Bruno Wilhelmi und in Schönblick-West östlich der Lerchenstraße ebenfalls durch Wilhelmi, westlich der Lerchenstraße durch den Kaufmann Heinrich Polte. Am 4. Mai 1903 wurde erstmals der Begriff „Schönblick“ in der Gemeindevertretung verwendet. Die Gemeindevertretung forderte zur Gründung des Villenterrains Schönblick: „[…] daß die Straße vom Dorfe nach dem zu erschließenden Terrain, sowie die auf diesem befindlichen zur Bebauung vorgesehenen Straßen vorerst provisorisch mit Kalksteingrus und Chausseesteinschütte vorschriftsmäßig befestigt werden, […]“ Am 4. April 1904 gründeten 28 Parzellenbesitzer den „Grundbesitzerverein Schönblick e. V.“. Dieser Verein vertrat die Siedlungsgemeinschaft in der Gemeinde und prägte den Ortsteil. So wurde die Pflasterung oder zumindest Regulierung aller Straßen im Ortsteil organisiert und die Gemeinde davon überzeugt, Baugenehmigungen nicht erst nach dem Ausbau der Straße zu erteilen, sondern die Grundstücke ohne befestigte Straße mit einer Pflaster-Hypothek im Grundbuch zu belegen. Außerdem wurde die Pflanzung von Straßenbäumen in nahezu allen Straßen angeregt. 1906 schlug der Grundbesitzerverein Straßennamen vor, die bis auf einige Änderungen von der Gemeindevertretung angenommen wurden. So wurde die Florastraße zur Moltkestraße (später Heinrich-Heine-Straße), die Idunastraße zur Bismarckstraße (später Robert-Koch-Straße) und die Sonntagstraße zur Kirchstraße (später Etkar-André-Straße). Außerdem setzte sich der Grundbesitzerverein seit seiner ersten Sitzung für die Schaffung eines Wasserwerks in Woltersdorf ein und auch durch seinen Einsatz gab es ab 1909 im alten Dorf und in Schönblick fließend Wasser. Ebenfalls seit 1909 gab der Grundbesitzerverein die Zeitung Das Echo von Schönblick heraus. Außerdem wurde eine „ästhetische Baukontrolle“ eingerichtet, die Besitzer wurden in Fragen der Gartenarbeit beraten und es gab große Feste. Ein wichtiges Anliegen des Grundbesitzervereins war die Verbesserung der Anbindung nach Berlin. Bis zur Gründung Schönblicks erfolgte der Anschluss nach Berlin über den Bahnhof Erkner. Aufgrund der Lage Schönblicks, kam jedoch der Bahnhof Wilhelmshagen eher als Anbindungspunkt infrage. So wurden ein Fußgängerweg durch den Köpenicker Forst und ein Tunnel zum Bahnsteig angelegt, für die der Grundbesitzerverein die Kosten übernahm. Der Tunnel wurde am 1. Juni, der Fußweg am 5. Juli 1908 fertiggestellt.

### Von der Straßenbahn zur Erschließung der Umgegend

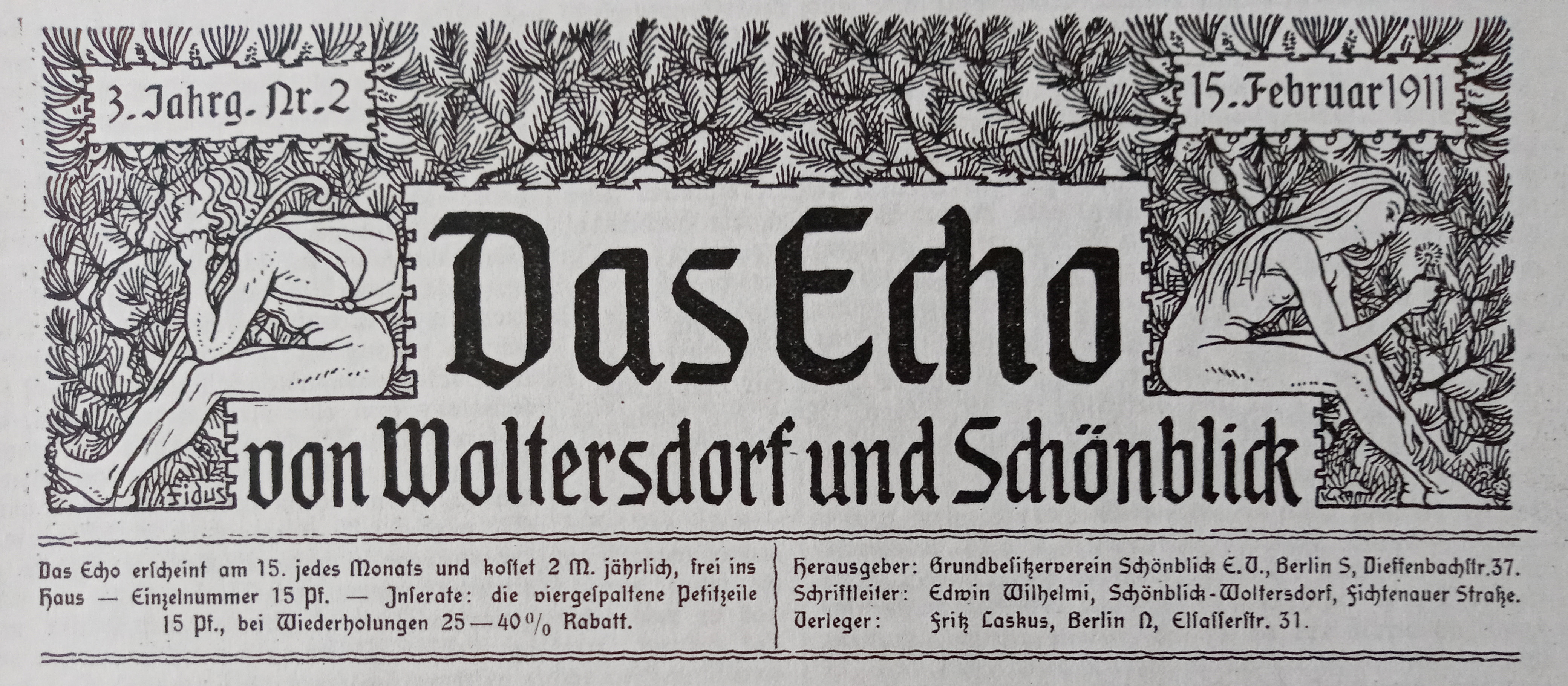
Zeitungskopf des Echos

Bereits in den ersten Jahren nach der Gründung kamen in Woltersdorf Überlegungen auf, eine Straßenbahn im Ort zu schaffen. Viele in Schönblick setzten sich für eine Streckenführung zum Bahnhof Rahnsdorf ein, da somit auch der neue Ortsteil gut an die neue Strecke angeschlossen wäre. Besonders die örtliche Zeitung, das Echo warb für den Bau der Straßenbahn. Es gab zahlreiche Überlegungen, die Strecke auch weiter nach Norden ausschlagen zu lassen, um so noch die Schöneicher Ortsteile Grätzwalde und Fichtenau anzubinden. Die anfangs unsichere Finanzierung wurde durch den Schönblicker Gustav Janke gesichert, der durch die Hinterlegung von 60.000 Reichsmark mehr als die Hälfte des Gemeindeanteils an der Straßenbahn-Finanzierung sicherte. Er sprach sich auch für die Streckenführung mit dem kürzesten Weg aus. Am 17. Mai 1913 nahm die Woltersdorfer Straßenbahn ihren Betrieb von Woltersdorf-Schleuse zum Bahnhof Rahnsdorf auf. In Schönblick befanden sich zum damaligen Zeitpunkt zwei Haltestellen. Eine an der Fasanenstraße in Schönblick Ost, eine an der Lerchenstraße in Schönblick-West.
Durch den Ersten Weltkrieg und die anschließende Rezession kam es auch in Schönblick zu zahlreichen Veränderungen. Auch einige Schönblicker waren gefallen. Durch die Hyperinflation von 1923 konnten die Pflaster-Hypotheken keinen Straßenbau mehr finanzieren.
Nach der Wahl zur Gemeindevertretung am 17. November 1929 wohnten vier der 15 Abgeordneten in Schönblick.

### Ein Ortsteil im „Dritten Reich“ und im „Realsozialismus“

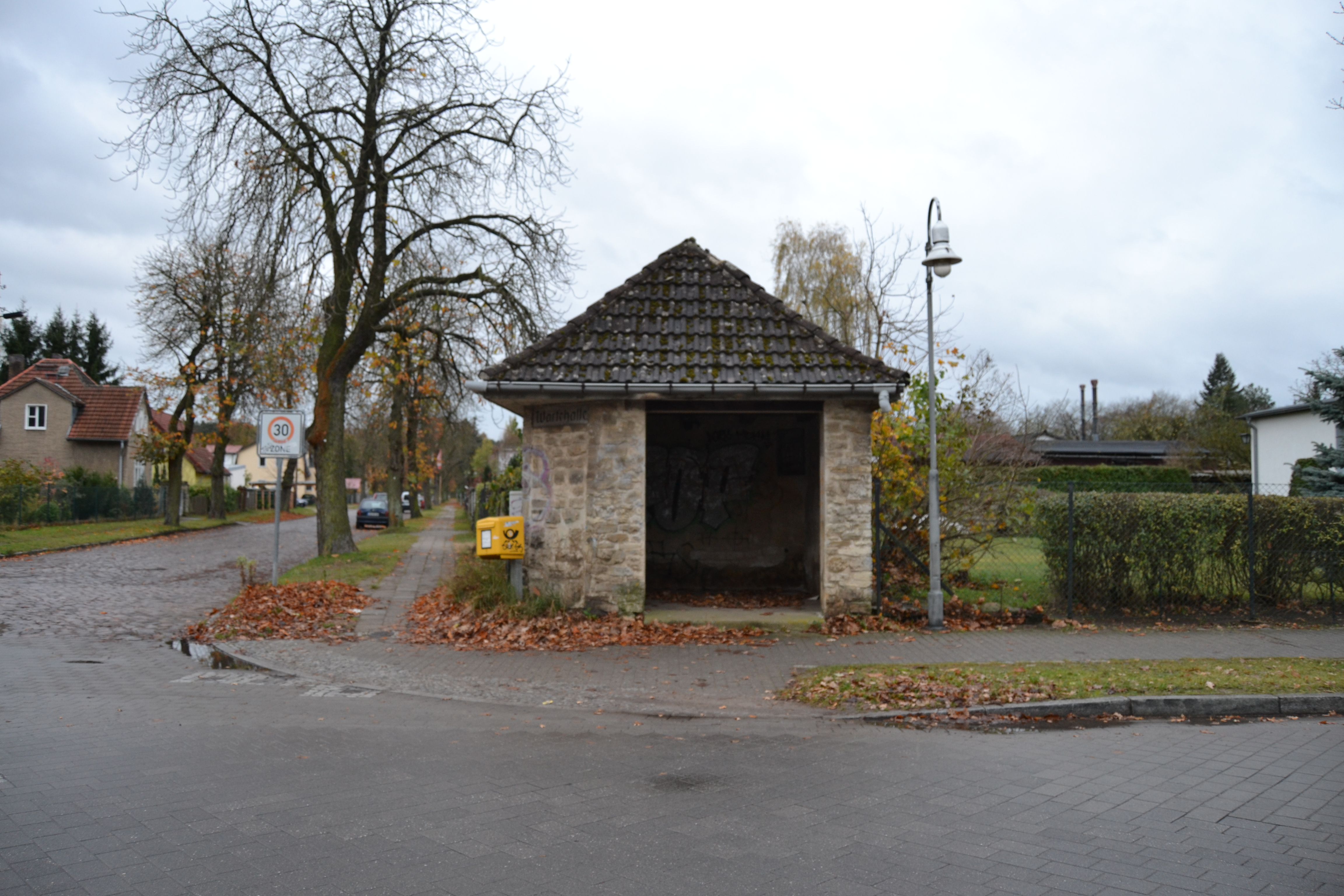
Haltestellenhaus Fasanenstraße

Die Gründung der Sektion Woltersdorf der NSDAP fand am 8. Mai 1929 im Restaurant Seidler in Schönblick statt und vier der sieben Gründungsmitglieder stammten aus Schönblick. Im „Woltersdorfer Kommunistenprozess“ im Mai 1933 stammten 3 der 22 Angeklagten aus Schönblick. 1939 wurde die Ortsgruppe Woltersdorf in die Ortsgruppen Woltersdorf-Schleuse und Woltersdorf-Schönblick geteilt.
In der DDR wuchs der 1923 gegründete Handwerksbetrieb für Elektroinstallation von Johann Smolinsky zur Werkstatt für Elektromotorenreparatur und Ankerwickelei, kurz WEA. Diese wurde 1958 mit dem Elektrobetrieb Graf und anderen zu einer PGH zusammengeschlossen und 1972 in einen VEB umgewandelt. Dieser Betrieb im Süden von Ost-Schönblick, der zwischen Fasanenstraße und Puschkinallee lag, hatte bis zu 250 Beschäftigte. Bis 1990 bildete Schönblick-Ost mit den Nachbarschaften am Eichberg und Ahés Pfuhl den Wahlbezirk 3 und Schönblick-West mit der Nachbarschaft um den Paddenpfuhl den Wahlbezirk 4 in der Gemeinde. Die Fuchsberge und der Knack bildeten den Wahlbezirk 5. Insgesamt besaß Woltersdorf sechs Wahlbezirke.

### Heutige Situation
Heute ist Schönblick mit der übrigen Gemeinde Woltersdorf nahtlos verwachsen. Die 1994 gegründete Demos-Siedlung zwischen den beiden Hälften unterscheidet sich in ihrem Erscheinungsbild klar von der ursprünglichen Gartenstadt. Schönblick ist bis heute als Wohnplatz der Gemeinde Woltersdorf ausgewiesen. Der Begriff taucht sonst auch in Form eines Restaurants im historischen Westteil auf.

## Einwohner

### Einwohnerzahl
Es sind nur aus der Anfangszeit von Schönblick Einwohnerzahlen zu finden, da 1945 die separate Einwohnerzählung der einzelnen Ortsteile aufhört.
|                         | 1905 | 1908 | 1926 | 1930 |
| ----------------------- | ---- | ---- | ---- | ---- |
| Schönblick              | 29   | 137  | 683  | 1085 |
| Umgegend von Schönblick | -    | -    | -    | 485  |
| Rest von Woltersdorf    | 2084 | 2303 | 2707 | 2846 |
| Gesamtgemeinde          | 2113 | 2440 | 3390 | 4416 |

### Berühmte Bewohner

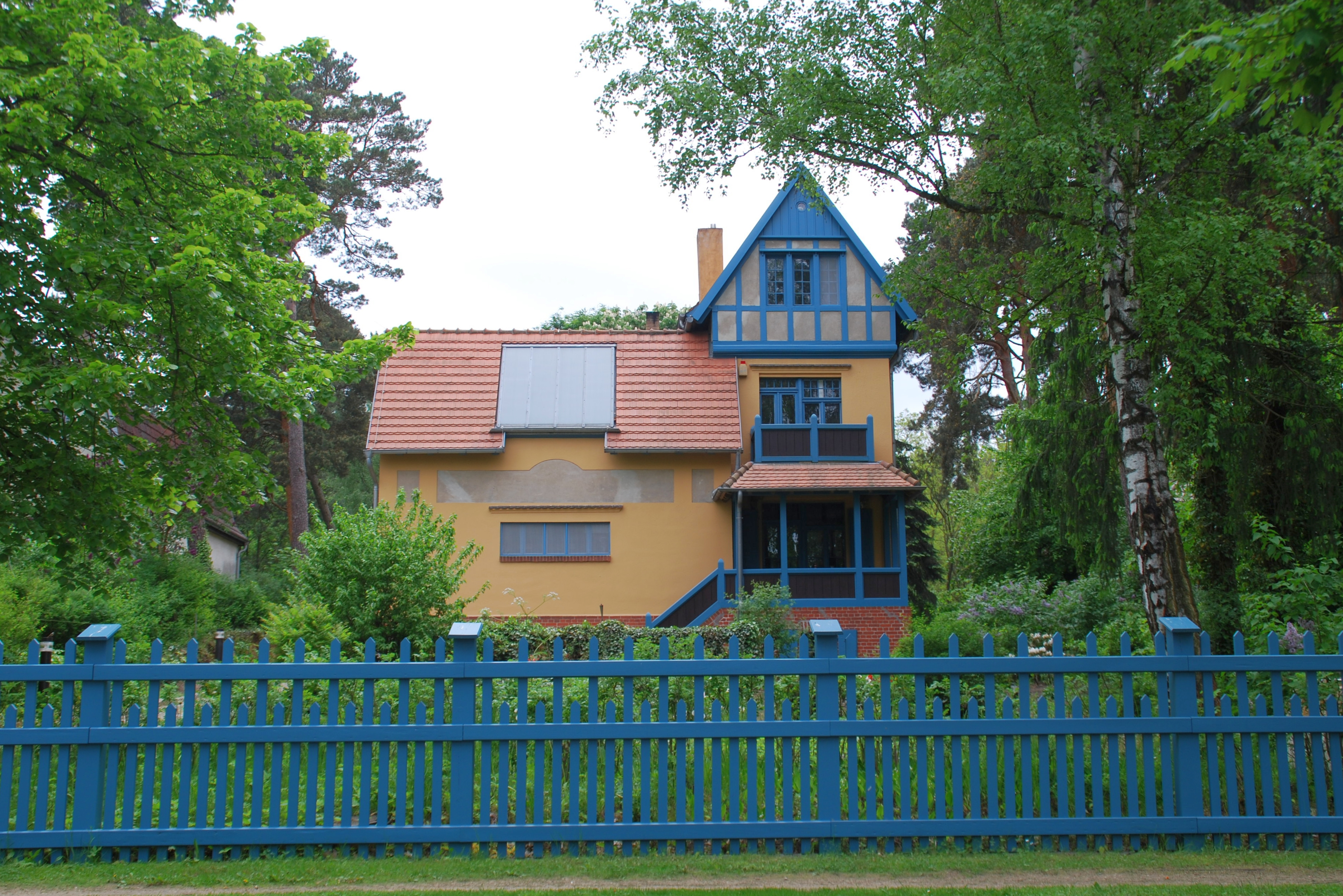
Ehemaliges Wohnhaus von Fidus in der Köpenicker Straße

Zu Beginn der Besiedlung wohnten zahlreiche Künstler und Musiker, vor allem in Schönblick-Ost. Der Künstler Hugo Höppner-Fidus wohnte bis zu seinem Tod in der Köpenicker Straße 46. Im gleichen Haus wohnte auch Gertrud Prellwitz. Direkt daneben in der Nummer 45 wohnte der Komponist Arno Rentsch. In der Fasanenstraße 42 wohnte der Berliner Musikdirektor Otto Hutschenreuter. Außerdem wohnte Arno Elsässer in der Köpenicker Straße.
In der Goethestraße 13 wohnte der mehrfache Landesminister und Gründer des Republikanischen Reichsbundes Carl von Brandenstein ab 1930 bis zu seinem Tod 1946.
Während der Nazizeit wohnte in der Staaballee 27 für einige Monate der Widerstandskämpfer Cornelius Hubers, der Mitglied in der Widerstandsgruppe um Alfred Oswalt war. Außerdem lebte der Druckerei-Besitzer Theodor Görner für einige Jahre in der Ahornallee 24. Er versteckte Juden in seiner Firma oder bei Vertrauten. 19 von ihnen konnten so den Holocaust überleben, weshalb er heute in der „Allee der Gerechten unter den Völkern“ von Yad Vashem mit einem Baum geehrt wird.
Seit den 1960er Jahren wohnt der Berliner Cellist Hans-Joachim Scheitzbach in Schönblick.

## Politik
Von den heutigen acht Wahlbezirken der Gemeinde Woltersdorf befinden sich drei vollständig in Schönblick und Umgegend. Zu drei weiteren gehören einige Schönblicker Straßen. Die drei Schönblicker Wahlbezirke haben zumeist die höchste Wahlbeteiligung im Ort.